# Drugi kataster gruntowy Galicji
Drugi kataster gruntowy Galicji (tzw. Metryka Franciszkańska) – kataster nieruchomości położonych na terenie Galicji, utworzony na podstawie patentu cesarza Franciszka II z 23 grudnia 1817.
Podstawowym elementem katastru gruntowego była parcela katastralna, czyli część gruntu należąca do tego samego posiadacza, stanowiąca ten sam użytek lub grunt wolny od podatku. Kataster rejestrował zmiany kształtu, powierzchni i kategorii gruntu oraz służył celom fiskalnym i innym celom gospodarki. Stanowił także podstawę zakładania w sądach ksiąg gruntowych dla każdej gminy katastralnej, które składały się z wykazów hipotecznych oznaczonych dla poszczególnych nieruchomości. 
Akta zawierają zestawienia zbiorcze; indeksy właścicieli gruntów, opisy gleb, bilansy zmian przy dochodach z gruntów, indywidualne arkusze przychodu z gruntów, reklamacje, umowy kupna-sprzedaży, darowizny. Przy braku odpowiednich ksiąg metrykalnych służy też do badań genealogicznych.